# Morecambe F.C.
Morecambe F.C. – angielski klub piłkarski założony w 1920 roku. Występuje on w National League. W logo zespołu znajduje się krewetka.

## Sukcesy
- FA Trophy
  - Zwycięzca: 1974
- Football Conference
  - Finalista: 2003
  - Zwycięzca: 2007
- Northern Premier League
  - Finalista: 1995
- Northern Premier League Presidents Cup
  - Zwycięzca: 1991/1992
- Lancashire Senior Cup
  - Zwycięzca: 1967/1968
- Lancashire Combination
  - Zwycięzca: 1925, 1962, 1963, 1967, 1968
  - Finalista: 1926
- Lancashire Combination Cup
  - Zwycięzca:  1926/1927, 1945/1946, 1964/1965, 1966/1967, 1967/1968
  - Finalista: 1923/1924, 1924/1925, 1962/1963
- Lancashire Trophy
  - Zwycięzca: 1926, 1927, 1962, 1963, 1969, 1986, 1987, 1994, 1996, 1999
- Lancashire Senior Cup
  - Zwycięzca: 1968